# Hekat
Hekat (transkribirano HqA.t) je bil staroegipčanska prostorninska enota za merjenje žita, kruha in piva, ki je merila 4,75 L. Obstajala sta tudi dvojni hekat (hekati), ki je meril 9,5 L, in dvojni hekati  (hekat fedu), ki je meril 19 L.
Do Novega kraljestva je bil  hekat desetina, kasneje pa šestnajstina khara. V Novem kraljestvu je bila uvedena nova prostorninska enota oipe (transkribirano ip.t), ki je  meril štiri hekate. Hekat je bil razdeljen na manjše enote hin  (1/10), dža (1/64) in ro (1/320 hekata). Najmanjše so bile primerne tudi za zdravila. Tanja Pommerening je leta 2002 vrednost dža v Srednjem kraljestvu ocenila  na 1/64 hekata (75 cm3), v Novem kraljestvu pa na 1/64 oipe (1/16 hekata ali 300 cm3), kar pomeni, da je bil dža izražen z najmanjšim ulomkom Horovega očesa. Pommereningova domneva, da se je sprememba v Novem kraljestvu zgodila z  zamenjavo hekata z oipejem kot uradno faraonsko kontrolno enoto za prostornino.